# 無職転生 〜異世界行ったら本気だす〜のアニメエピソード一覧
無職転生 〜異世界行ったら本気だす〜のアニメエピソード一覧とは、日本のテレビアニメシリーズ『無職転生 〜異世界行ったら本気だす〜』のエピソードの一覧である。

## 第1期
| 話数 | サブタイトル               | 脚本                            | 絵コンテ                 | 演出                                          | 作画監督 | 総作画監督                        | 初放送日       |           |           |           |           |           |           |           |           |           |           |           |           |           |           |           |           |           |
| 第1クール | 第1クール                  | 第1クール                       | 第1クール                | 第1クール                                     | 第1クール | 第1クール                         | 第1クール      | 第1クール | 第1クール | 第1クール | 第1クール | 第1クール | 第1クール | 第1クール | 第1クール | 第1クール | 第1クール | 第1クール | 第1クール | 第1クール | 第1クール | 第1クール | 第1クール | 第1クール |
| --- | -------------------------- | ------------------------------- | ------------------------ | --------------------------------------------- | --- | --------------------------------- | -------------- | --------- | --------- | --------- | --------- | --------- | --------- | --------- | --------- | --------- | --------- | --------- | --------- | --------- | --------- | --------- | --------- | --------- |
| 第一話 | 無職転生                   | 岡本学                          | 岡本学                   | 平野宏樹                                      | 杉山和隆 齊藤佳子 世良コータ みやち 山崎絵美 [ 1 ]                                                                                    | 杉山和隆                          | 2021年 1月11日 |           |           |           |           |           |           |           |           |           |           |           |           |           |           |           |           |           |
| 3人の高校生を助けようとしてトラックにはねられた引きこもりの無職の男は、元冒険者のパウロ・グレイラットとゼニス・グレイラットの息子、ルーデウス・グレイラットとして前世の記憶を持ったまま転生する。 言葉を覚え、自身が剣と魔法の存在する異世界に転生したことを理解したルーデウスは、両親の目を盗み魔術の練習を重ねるようになる。 しかし、中級魔術の練習の最中誤って家の壁を破壊してしまい、両親に気づかれてしまう。 ルーデウスの魔術の才能に気づいたゼニスは魔術の家庭教師としてロキシー・ミグルディアを雇う。 当初ロキシーは幼すぎるルーデウスに期待していなかったが、ルーデウスが無詠唱で魔術を使えることを知り、ルーデウスの可能性に気づく。 パウロたちがロキシーの歓迎会を開くなか、ルーデウスはこの世界で本気で生きていくことを誓う。 |                            |                                 |                          |                                               | |                                   |                |           |           |           |           |           |           |           |           |           |           |           |           |           |           |           |           |           |
| 第二話 | 師匠                       | 岡本学                          | 岡本学 平野宏樹 [ 2 ]    | 平野宏樹                                      | 中小路佳毅 | 齊藤佳子                          | 1月18日        |           |           |           |           |           |           |           |           |           |           |           |           |           |           |           |           |           |
| ロキシーから魔術を学び、その傍らでパウロからは剣術の指南を受ける日々を送っていたルーデウスは、それから2年後、5歳の誕生日を迎えた。 誕生日会の中でロキシーはルーデウスに教えられることはもうないと告げ、卒業試験をルーデウスに課す。 しかしルーデウスは、前世で受けたいじめのトラウマによって未だに家から出られないでいた。 そのことを知る由もないロキシーは強引にルーデウスを家の外へと連れ出す。 ロキシーは魔族出身を理由に偏見にさらされていたにもかかわらず、今では村人たちに溶け込んでいることに気づいたルーデウスは家の外に出るという困難を克服する。 試験にてキュムロニンバスの発動を成功させたルーデウスは卒業試験に合格し、水聖級魔術師として認められる。 すべてを教え終えたロキシーは腕を磨くために旅立ち、ルーデウスは別れを惜しみつつも、トラウマを克服させてくれた彼女を一生尊敬しようと心に決め、見送った。 |                            |                                 |                          |                                               | |                                   |                |           |           |           |           |           |           |           |           |           |           |           |           |           |           |           |           |           |
| 第三話 | 友達                       | 平野宏樹                        | 岡本学 應地千晶 [ 3 ]    | 應地千晶                                      | 大髙雄大 勝谷遥 川本由記子 萩尾圭太 長谷川圭 みやち 重原克也 [ 3 ]                                                                    | 齊藤佳子                          | 1月25日        |           |           |           |           |           |           |           |           |           |           |           |           |           |           |           |           |           |
| ルーデウスが村を散策していると、スペルド族に似た緑色の髪が理由でいじめられていた少女、シルフィエットに出会う。 前世でいじめられた経験を思い出しつつも彼女を助けたルーデウスは、互いに初めての友達となる。 魔術に興味を持ったシルフィエットはルーデウスから魔術を教わり、半年後には無詠唱魔術を習得する。 しかしルーデウスは彼女を男性だと勘違いしており、一緒に風呂に入った際彼女の服を力ずくで脱がしてしまう。 彼女を傷つけてしまい彼女との関係が気まずくなっていたルーデウスだったが、パウロの後押しも受け無事に仲直り出来たのだった。 |                            |                                 |                          |                                               | |                                   |                |           |           |           |           |           |           |           |           |           |           |           |           |           |           |           |           |           |
| 第四話 | 緊急家族会議               | 岡本学                          | 平野宏樹                 | 三好なお 岡旭 [ 4 ]                           | 小林利充 吉岡勝 青野厚司 扇多恵子 小美戸幸代 [ 4 ]                                                                                    | -                                 | 2月1日         |           |           |           |           |           |           |           |           |           |           |           |           |           |           |           |           |           |
| ゼニスの妊娠が判明し喜びに包まれるグレイラット家だったが、その1ヶ月後、メイドであるリーリャもパウロの子を身籠っていることが発覚し緊急家族会議が開かれる。 ロキシーのパンツを盗んでいたことを黙っていたリーリャに恩を感じていたルーデウスは、パウロを悪役に仕立てることで事態を収束させる。 そして半年後、ゼニスとリーリャはそれぞれノルン・グレイラット、アイシャ・グレイラットを出産する。 一方、自分の力が伸び悩んでいたルーデウスはロキシーからの手紙をきっかけにラノア魔法大学へ行きたいと思うようになる。 しかし、シルフィエットから別離を拒まれたため、2人一緒に学校へ通いたいと思い、2人分の学費を稼ぐための仕事の斡旋をパウロに依頼する。 しかしルーデウスとシルフィエットの依存に近い関係に危うさを覚えていたパウロは、ルーデウスをかつての仲間であるギレーヌ・デドルディアに託し、強制的に村から追い出してしまう。 |                            |                                 |                          |                                               | |                                   |                |           |           |           |           |           |           |           |           |           |           |           |           |           |           |           |           |           |
| 第五話 | お嬢様と暴力               | 岡本学                          | 髙嶋宏之                 | 髙嶋宏之                                      | 勝谷遥 野田猛 萩尾圭太 長谷川圭 髙橋瑞紀 髙嶋宏之 [ 5 ]                                                                               | 齊藤佳子                          | 2月8日         |           |           |           |           |           |           |           |           |           |           |           |           |           |           |           |           |           |
| ギレーヌから渡されたパウロの手紙にて、ボレアス家での家庭教師の仕事を手配したこと、そして今後5年間村に帰ることを禁止することを告げられるルーデウス。 ギレーヌによって城塞都市ロアに連れてこられたルーデウスは、この街の町長フィリップ・ボレアス・グレイラットに出会い、彼の娘であるエリス・ボレアス・グレイラットの家庭教師となるように言われる。 しかしエリスとの初対面にて、ルーデウスは年下のくせに生意気だという理由で暴力を振るわれる。 なんとしてもボレアス家に雇い入れてもらいたいルーデウスは、エリスが自ら授業を受けたいと言い出すように、ボレアス家の協力の元、狂言誘拐を企てる。 しかし、エリスに恨みを持つボレアス家の使用人に計画を利用され本当に誘拐されてしまう。 初めての対人での実戦で、誘拐犯相手に苦戦するルーデウスだったが、間一髪で駆けつけたギレーヌのお陰で勝利する。 この一件でルーデウスを認めたエリスは、家庭教師として屋敷に残ることを許すのだった。 |                            |                                 |                          |                                               | |                                   |                |           |           |           |           |           |           |           |           |           |           |           |           |           |           |           |           |           |
| 第六話 | ロアの休日                 | 平野宏樹                        | 相浦和也                 | 山口美浩 球野たかひろ 安川央里 平野宏樹 [ 6 ] | 門智昭 小林ゆかり 斎藤雅和 酒井KEI 島崎望 相音光 寺本将梧 冨樫幸二 吉野彰敏 [ 6 ]                                                     | みやち                            | 2月15日        |           |           |           |           |           |           |           |           |           |           |           |           |           |           |           |           |           |
| フィリップの父でフィットア領の領主であるサウロス・ボレアス・グレイラットより正式に屋敷に滞在する許可をもらったルーデウスは、エリスへの授業を開始する。 ギレーヌの協力もあり渋々勉強に取り組んでいたエリスだったが、しばらく経ったある日、休みなく授業を受けていたストレスが爆発してしまう。 ルーデウスは彼女にストレス解消のための休みを与えることにし、ギレーヌを加えた3人で町へと繰り出す。 町での買い物で算術の重要性を理解したエリスは積極的に勉強を取り組むようになり、さらにお礼として薬の入った小瓶を贈られる。 この薬はルーデウスが興味を持っていた媚薬であったが、エリスはその正体を知らず、ギレーヌとともに問い詰められることとなる。 |                            |                                 |                          |                                               | |                                   |                |           |           |           |           |           |           |           |           |           |           |           |           |           |           |           |           |           |
| 第七話 | 努力の先にあるもの         | 岡本学 齊藤浩央 [ 7 ]           | 重原克也                 | 重原克也                                      | 相音光 大髙雄大 川本由記子 齊藤佳子 鈴木春香 世良コータ 寺尾憲治 西田美弥子 吉野彰敏 スタジオマスケット [ 7 ]                         | 齊藤佳子                          | 2月22日        |           |           |           |           |           |           |           |           |           |           |           |           |           |           |           |           |           |
| 10歳の誕生日パーティーを半年後に控えたエリスだったが、披露しなければならないダンスをうまく踊れないでいた。 エリスがルーデウスの授業を削りダンスを特訓する傍ら、ルーデウスは獣神語、魔神語、闘神語の勉強を始める。 資料の少ない魔神語の勉強に行き詰まっていたルーデウスだったが、ロキシーより自筆の魔神語の教科書を贈られ、魔神語の習得に一層勤しむ。 一方のエリスは相変わらずダンスに苦戦しており、ルーデウスは逃げ出そうとする彼女を説得し、共にダンスを練習するようになる。 そして誕生日パーティー当日、失敗もありつつも最後はルーデウスのアドバイスのお陰で無事に踊り切る。 次の日、ルーデウスと出会ったサウロスは上空に浮いた謎の球体を不吉の象徴ではないかと心配していた。 |                            |                                 |                          |                                               | |                                   |                |           |           |           |           |           |           |           |           |           |           |           |           |           |           |           |           |           |
| 第八話 | ターニングポイント1        | 岡本学 齊藤浩央 [ 8 ]           | 三塩天平                 | 三塩天平                                      | 阿部安佳里 佐藤愛架 長谷川圭 萩尾圭太 髙橋瑞紀 今岡大 今村亮 中村颯 [ 8 ]                                                             | 髙橋瑞紀                          | 3月1日         |           |           |           |           |           |           |           |           |           |           |           |           |           |           |           |           |           |
| 2年経ち、今度はルーデウスが10歳の誕生日を迎えようとしていた。 貴族の複雑な事情により盛大に誕生日を祝うことが出来ないルーデウスを不憫に思ったエリスは、小規模ながらも誕生日パーティーを実行する。 パウロたちは魔物が増えた影響で出席できなかったものの、ボレアス家の人々から暖かく祝われ、エリスからは高級な杖・アクアハーティアを贈られる。 その夜、ルーデウスが部屋に戻るとネグリジェ姿のエリスが待っていた。 性行為に持ち込もうとするルーデウスだったが、心の準備が出来ていなかったエリスは彼を殴ってしまう。 ルーデウスは彼女に謝罪し、エリスはルーデウスとの行為を5年後に確約する。 数日後、アクアハーティアの性能を試すために郊外に来たエリス、ギレーヌ、ルーデウスは上空の異変に気づく。 するとそこに伝説の人物、ペルギウス・ドーラの使い魔の一人、光輝のアルマンフィが現れ、ルーデウスたちを異変の原因と疑い、襲いかかる。 誤解を解いたルーデウスたちだったが、突如上空の赤い球体が爆発し、フィットア領転移事件に巻き込まれる。                                               |                            |                                 |                          |                                               | |                                   |                |           |           |           |           |           |           |           |           |           |           |           |           |           |           |           |           |           |
| 第九話 | 邂逅                       | 平野宏樹                        | 小林敦                   | 球野たかひろ 平野宏樹 [ 9 ]                   | 今岡大 勝谷遥 滝吾郎 田津奈々子 舘崎大 寺本将悟 中島大智 西田美弥子 萩尾圭太 吉野彰敏 [ 9 ]                                           | 西田美弥子                        | 3月8日         |           |           |           |           |           |           |           |           |           |           |           |           |           |           |           |           |           |
| 夢の中で出会った神と名乗る人物、ヒトガミより助言を授かったルーデウスは、魔大陸にて目覚める。 助言に従い、エリスとルーデウスは目の前に居たスペルド族の男ルイジェルド・スペルディアを頼りアスラ王国への帰還を目指す。 ロキシーの故郷であるミグルド族の集落に着いたルーデウスたちはその晩、ルイジェルドからスペルド族が恐れられる原因となった事件を教えられる。 ルイジェルドがスペルド族の汚名をそそごうとしていることを知ったルーデウスは、彼を助けることを決め、3人での旅を始める。 |                            |                                 |                          |                                               | |                                   |                |           |           |           |           |           |           |           |           |           |           |           |           |           |           |           |           |           |
| 第十話 | 人の命と初仕事             | 岡本学 齊藤浩央 [ 10 ]          | 菅原静貴 平野宏樹 [ 10 ] | 平野宏樹 安川央里 [ 10 ]                      | 相澤秀亮 島崎望 鈴木彩史 津熊健徳 福井麻紀 相音光 川本由記子 [ 10 ]                                                                   | みやち 齊藤佳子 [ 10 ]            | 3月15日        |           |           |           |           |           |           |           |           |           |           |           |           |           |           |           |           |           |
| 辿り着いたリカリスの街では検問が行われており、ルーデウスたちはルイジェルドの髪を青色に染めミグルド族に偽装することで検問を突破する。 そして冒険者パーティー「デッドエンド」を結成し、ヒトガミの助言に従って迷子のペット探しの依頼を受ける。 ペットを攫っていた冒険者パーティー「ピーハンター」の3人を捕らえたルーデウスたちだったが、ルーデウスに暴力を振るった1人にルイジェルドは怒り、容赦なく殺してしまう。 より効率よくお金を稼ぐためピーハンターと依頼の交換を企てるルーデウスだが、悪人と手を組むことが許せないルイジェルドとの間にわだかまりが出来てしまう。 |                            |                                 |                          |                                               | |                                   |                |           |           |           |           |           |           |           |           |           |           |           |           |           |           |           |           |           |
| 第十一話 | 子供と戦士                 | 中本宗応                        | 藤井慎吾                 | 藤井慎吾                                      | 今村亮 髙橋瑞紀 中小路佳毅 長谷川圭 濱口明 [ 11 ]                                                                                     | 髙橋瑞紀                          | 3月22日        |           |           |           |           |           |           |           |           |           |           |           |           |           |           |           |           |           |
| ルーデウスを心配しフィットア領を訪れたロキシーはパウロがルーデウスに宛てた伝言を見つけ、ゼニス、リーリャ、アイシャの3人が行方不明であることを知る。 さらにパウロ達を心配して駆けつけていた黒狼の牙の元メンバー、エリナリーゼ・ドラゴンロードとタルハンドと出会ったロキシーは、パウロの家族の捜索のため行動を共にすることとなる。 一方のルーデウスたちは魔物の討伐依頼にてトリプルブッキングしてしまい、依頼の遂行は早い者勝ちとなる。 そのうちの1組「トクラブ愚連隊」は経験が浅く、ルーデウスが助けるタイミングを見誤ったことで犠牲者が出てしまう。 助けられたはずの命を助けられなかったことで、ルーデウスとルイジェルドの溝は益々深まる。 魔物を倒し村に戻ったルーデウスたちは冒険者の魔族ノコパラに出会い、ピーハンターとの依頼の交換を種に強請られてしまう。 エリスを守るため町を滅ぼそうとしているルーデウスに気づいたルイジェルドは、自ら正体を明かし一人悪者となって村を去る。 村の外にて互いのわだかまりが溶けた3人は再び旅を始め、魔大陸最南端の港町ウェンポートへと向かう。 |                            |                                 |                          |                                               | |                                   |                |           |           |           |           |           |           |           |           |           |           |           |           |           |           |           |           |           |
| 第2クール |                            |                                 |                          |                                               | |                                   |                |           |           |           |           |           |           |           |           |           |           |           |           |           |           |           |           |           |
| 第十二話 | 魔眼を持つ女               | 漆原虹平                        | 小林敦                   | 片岡史旭                                      | 相音光 今岡大 勝谷遥 齊藤佳子 滝吾郎 萩尾圭太 濱口明 吉野彰敏 [ 12 ]                                                                  | 髙橋瑞紀 みやち [ 12 ]            | 10月4日        |           |           |           |           |           |           |           |           |           |           |           |           |           |           |           |           |           |
| 船でミリス大陸へ渡ろうとするルーデウス達だったが、スペルド族は法外な渡航費が必要であることを知る。 金策に頭を悩ませていたルーデウスは再びヒトガミより助言を授かり、その言葉に従うと空腹に倒れていた魔界大帝キシリカ・キシリスに出会う。 食事を与えたお礼にと少し先の未来を見ることが出来る魔眼、予見眼を授かったルーデウス。 数日後にはエリスを倒せるほどに予見眼を使いこなせるようになるが、悔し涙を流すエリスを見て自身の思い上がりを恥じ、金を得るため自分の杖を売ろうと考える。 それを察したルイジェルドはルーデウスと腹を割って話し合い、ミリス大陸へ密航することを決める。 |                            |                                 |                          |                                               | |                                   |                |           |           |           |           |           |           |           |           |           |           |           |           |           |           |           |           |           |
| 第十三話 | すれ違い                   | 高山淳史                        | 平野宏樹                 | 木村佳嗣                                      | 大髙雄太 兵頭勝 前田義宏 [ 13 ] | 齊藤佳子 髙橋瑞紀 [ 13 ]          | 10月11日       |           |           |           |           |           |           |           |           |           |           |           |           |           |           |           |           |           |
| ルーデウスたちを探すためエリナリーゼ、タルハンドとともにウェンポートに訪れたロキシーは冒険者パーティ・デッドエンドの情報を耳にするが、それがルーデウスたちだとは気づかずに発ってしまう。 一方のルーデウスたちは密輸人ガルス・クリーナーの協力のもとルイジェルドを密輸品として送り込むことでミリス大陸の港町ザントポートに到着する。 ルイジェルドを解放するため密輸人のアジトに向かったルーデウスは獣族の子供が捕らえられていることに気づく。 ルイジェルドと共に獣族の子どもたちを解放したルーデウスは町へと戻ろうとするが、子どもたちにお願いされ捕らえられたままの聖獣を助けるため1人アジトへ戻る。 無事聖獣を解放するルーデウスだったが、彼を密輸人と勘違いした獣族の戦士、ギュエス・デドルディアに捕らえられてしまう。 |                            |                                 |                          |                                               | |                                   |                |           |           |           |           |           |           |           |           |           |           |           |           |           |           |           |           |           |
| 第十四話 | 只より高いものはない       | 齊藤浩央 漆原虹平 岡本学 [ 14 ] | 徳本善信                 | 徳本善信                                      | 相音光 扇多恵子 滝吾郎 津熊健徳 吉野彰敏 降籏秀吉 山村俊了 [ 14 ]                                                                     | 齊藤佳子                          | 10月18日       |           |           |           |           |           |           |           |           |           |           |           |           |           |           |           |           |           |
| 裸に剥かれ牢屋に閉じ込められてしまったルーデウスはエリスやルイジェルドの助けを待つが、一向にその気配はない。 ある日、イカサマで捕まったという魔族の男、ギース・ヌーカディアがルーデウスと同じ牢屋に投獄される。 ルーデウスはギースに情報を求めるものの得られるものはなく、痺れを切らして一人脱獄を試みる。 しかし村はいつの間にかガルス率いる密輸組織に襲撃され、火の海となっていた。 ギースと聖獣の力を借り、意識を失いつつもなんとかガルスを倒したルーデウス。目を覚ますとエリスとルイジェルドが村に来ており、ようやく再開を果たす。 一方その頃アスラ王国では、サウロスがフィットア領転移事件での対応の不足を責められ、処刑されていた。 |                            |                                 |                          |                                               | |                                   |                |           |           |           |           |           |           |           |           |           |           |           |           |           |           |           |           |           |
| 第十五話 | ドルディア村のスローライフ | 齊藤浩央 漆原虹平 岡本学 [ 14 ] | 重原克也                 | 重原克也                                      | 勝谷遥 川本由記子 西原大樹 萩尾圭太 長谷川圭 降籏秀吉 杜もり [ 14 ]                                                                   | 髙橋瑞紀                          | 10月25日       |           |           |           |           |           |           |           |           |           |           |           |           |           |           |           |           |           |
| 雨季の間ドルディア族の村に留まることになったルーデウスたちは、ギュエスの娘ミニトーナ・デドルディアとその友人テルセナ・アドルディアと親交を深めてゆく。 エリスはかつてギレーヌに習った剣術をミニトーナに教えるようになり、ギレーヌを嫌っていたギュエスもその太刀筋からギレーヌが改心したことを察する。 3ヶ月後、雨季が終わり村を出ていくことになったエリスたちだが、ミニトーナはそれを引き留めようとし、2人は喧嘩してしまう。 ギュエスがギレーヌについての後悔をミニトーナに打ち明けたことをきっかけに無事に仲直りした2人は、必ずまた再会することを誓う。 そしてルーデウスたちは追いかけてきたギースと共にミリス神聖国へと向かう。 |                            |                                 |                          |                                               | |                                   |                |           |           |           |           |           |           |           |           |           |           |           |           |           |           |           |           |           |
| 第十六話 | 親子げんか                 | 漆原虹平                        | 徳本善信 長井龍雪 [ 16 ] | 板庇迪                                        | 大東百合恵 | みやち                            | 11月1日        |           |           |           |           |           |           |           |           |           |           |           |           |           |           |           |           |           |
| ミリス神聖国の首都ミリシオンに着いたルーデウスたちは、しばらくここに留まることを決める。 次の日、パウロへの手紙を書こうとしていたルーデウスだったが子供が攫われるのを見かけ、人攫いを追跡し彼らと対峙する。 人攫いたちのボスに苦戦を強いられるルーデウスだったが、ボスだと思っていたその男はやつれ切ったパウロであった。 酒場にてパウロに魔大陸からの旅の話を聞かせるルーデウスだったが、一度も手紙を送らなかったこと、そして家族や他に転移した人たちを気にかけてこなかったことにパウロは激怒し、ルーデウスを殴ってしまう。 殴り合いに発展した2人の喧嘩にノルンが割って入り、ルーデウスはようやくブエナ村が転移災害に巻き込まれたことを知る。 ノルンからはいじめだと非難され、また周りの人たちの視線に耐えきれずその場を去るルーデウス。 宿に帰ってきたエリスは、見たことがないほど落ち込んだルーデウスに驚き、不器用ながらもルーデウスを慰める。 |                            |                                 |                          |                                               | |                                   |                |           |           |           |           |           |           |           |           |           |           |           |           |           |           |           |           |           |
| 第十七話 | 再会                       | 中本宗応                        | 長井龍雪                 | 髙嶋宏之                                      | 尾西真成人 髙嶋宏之 塚本歩 野田猛 萩尾圭太 吉野彰敏 [ 17 ]                                                                            | 齊藤佳子                          | 11月8日        |           |           |           |           |           |           |           |           |           |           |           |           |           |           |           |           |           |
| ルーデウスと衝突し酒に溺れていたパウロだったが、ギースに説教され自身がルーデウスに過剰な期待をしていたことに気づく。 翌日、エリスとルイジェルドと共に朝食をとっていたルーデウスのもとにパウロが訪れる。 初めは気まずい空気が流れていたが、パウロが前世の自分には出来なかった直接謝るということをしてくれたため、2人は無事に和解する。 パウロより旅費と渡航に必要な紹介状を受け取ったルーデウスたちは再び旅を始める。 |                            |                                 |                          |                                               | |                                   |                |           |           |           |           |           |           |           |           |           |           |           |           |           |           |           |           |           |
| 第十八話 | それぞれの旅               | 高山淳史                        | 夢見太一                 | 熊野千尋                                      | 山村俊了 塚本歩 降籏秀吉 [ 18 ] | 髙橋瑞紀                          | 11月15日       |           |           |           |           |           |           |           |           |           |           |           |           |           |           |           |           |           |
| ルーデウスたちが中央大陸へ渡航している一方、ロキシーはリカリスの町にてかつての仲間であるノコパラと酒を飲み交わしていた。 ノコパラに説得されたロキシーは故郷に里帰りする事となり、両親と再会する。 ミグルド族の能力である念話が使えないロキシーは両親から疎まれていると考えていたため村を出ようとするが、母の涙を見て自分が大切にされていたことに気づく。 翌日、両親からルーデウスがこの村に訪れていたことを聞かされルーデウスたちの無事を知るロキシー。まだ見つかっていないルーデウスの家族を探すため再び旅を始める。 |                            |                                 |                          |                                               | |                                   |                |           |           |           |           |           |           |           |           |           |           |           |           |           |           |           |           |           |
| 第十九話 | ルート選択                 | 近藤成一 岡本学 [ 19 ]          | 徳本善信                 | 徳本善信                                      | 今岡大 勝谷遥 重藤聡太 滝吾郎 長谷川圭 山村俊了 [ 19 ]                                                                                | 齊藤佳子                          | 11月22日       |           |           |           |           |           |           |           |           |           |           |           |           |           |           |           |           |           |
| 中央大陸へ向かう船上にてルーデウスはヒトガミより、アイシャとリーリャがシーローン王国に居ること、そして2人の救出方法を助言される。 シーローン王国の首都ラタキアに着いたルーデウスはヒトガミの助言に従いロキシーへ手紙を出す。 その帰り道アイシャが兵士に捕えられ手紙を取り上げられている現場に鉢合わせる。 ヒトガミの助言に従い自らの正体を明かさぬままアイシャを救出するルーデウスだったが、アイシャはルーデウスを変態として伝え聞いていたことから嫌っていた。 翌朝ルーデウスのもとにパックスの親衛隊の騎士ジンジャー・ヨークが訪れる。 ロキシーに呼ばれていると知ったルーデウスは王宮へと向かうが、そこにロキシーの姿はなく、拘束されたリーリャと共に第七王子パックス・シーローンが待ち構えていた。 パックスの罠に嵌められたルーデウスは結界内に監禁されてしまう。 |                            |                                 |                          |                                               | |                                   |                |           |           |           |           |           |           |           |           |           |           |           |           |           |           |           |           |           |
| 第二十話 | 妹侍女の生まれた日         | 近藤成一 岡本学 [ 20 ]          | 重原克也                 | 重原克也                                      | 今岡大 菊池有騎 塚本歩 二宮奈那子 萩尾圭太 長谷川圭 山村俊了 李嘉 [ 20 ]                                                              | 相音光 髙橋瑞紀 [ 20 ]            | 11月29日       |           |           |           |           |           |           |           |           |           |           |           |           |           |           |           |           |           |
| 監禁されたルーデウスのもとに、かつてルーデウスが作成したロキシー人形を持った第三王子ザノバ・シーローンが現れる。 ザノバはこの人形を偏愛しており、人形の作者がルーデウスと知ると弟子入りを条件に結界からの脱出に協力する。 ザノバは怪力の神子として恐れられており、パックスを捕え首を引き抜こうとすることでルーデウスの解放を試みる。 ザノバに痛めつけられたパックスは人質の解放を決め、解放されたリーリャ、アイシャはパウロの元へ送られることとなる。 別れの際、リーリャからロキシーのパンツとシルフィエットが作ったお守りを手渡される。また、アイシャからは自身を侍女として雇ってほしいと頼まれるが、ルーデウスはそれを断る。 実はアイシャはルーデウスの正体に気づいており、それを知ったルーデウスは改めてアイシャの聡明さに驚く。 |                            |                                 |                          |                                               | |                                   |                |           |           |           |           |           |           |           |           |           |           |           |           |           |           |           |           |           |
| 第二十一話 | ターニングポイント2        | 近藤成一 岡本学 [ 21 ]          | 髙嶋宏之                 | 髙嶋宏之                                      | 今村亮 勝谷遥 喜友名陽 齊田博之 榊原大河 須川康太 髙嶋宏之 滝吾郎 寺本将梧 長谷川圭 降籏秀吉 長沼智也 野田猛 山内玲奈 吉野彰敏 [ 21 ] | 齊藤佳子                          | 12月6日        |           |           |           |           |           |           |           |           |           |           |           |           |           |           |           |           |           |
| リーリャたちと別れ再び旅を続けていたルーデウスたちは、赤竜の下顎と呼ばれる渓谷にて龍神オルステッドとナナホシと出会う。 初対面のはずのエリスとルイジェルドのことを詳しく知っているオルステッドを不思議に思ったルーデウスはルイジェルドの警告を無視して言葉を交わす。 ルーデウスがヒトガミの名前に反応した途端、オルステッドの態度が急変し、ルーデウスたちに襲いかかる。 ルイジェルドとエリスは成す術なく倒され、ルーデウスは渾身の魔術を放つがまるで歯が立たず、殺されてしまう。 再びヒトガミに出会ったルーデウスは、オルステッドが他者から恐怖される呪いがかけられていること、またその呪いは転生者であるルーデウスには効かないことを告げられる。 死を確信していたルーデウスだったが、ナナホシの助言によりオルステッドが蘇生しており、再び目を覚ましたルーデウスにエリスは涙する。 |                            |                                 |                          |                                               | |                                   |                |           |           |           |           |           |           |           |           |           |           |           |           |           |           |           |           |           |
| 第二十二話 | 現実                       | 高山淳史                        | 平野宏樹                 | 羽迫凱                                        | 五十子忍 今岡大 菊池有騎 寺本将梧 山村俊了 吉野彰敏 李嘉 [ 22 ]                                                                       | 二宮奈那子                        | 12月13日       |           |           |           |           |           |           |           |           |           |           |           |           |           |           |           |           |           |
| フィットア領に辿り着いたルーデウスたちだったが、パウロに言われていた通りブエナ村は荒野と化しておりルーデウスは言葉を失う。 ルーデウスとエリスを故郷に届けるという目標を達成したルイジェルドはここで2人と別れることを決める。 ルーデウスはまたの再会を約束し、ルイジェルドを見送る。 ロアの町にやってきたルーデウスとエリスはギレーヌと再会するが、同時にエリスの家族が皆亡くなったことを知らされる。 その夜、ルーデウスのもとにエリスが訪れ、家族になって欲しいと迫られる。初めは葛藤していたルーデウスだったが、エリスに押し切られ一夜を共にする。 翌朝、ルーデウスが目覚めた時エリスはギレーヌと共に既に発っており、エリスの髪と書き置きだけが残されていた。 |                            |                                 |                          |                                               | |                                   |                |           |           |           |           |           |           |           |           |           |           |           |           |           |           |           |           |           |
| 第二十三話 | 目覚め、一歩、             | 中本宗応 理不尽な孫の手 [ 23 ]  | 岡本学                   | 熊野千尋                                      | 今岡大 勝谷遥 川本由記子 滝吾郎 長沼智也 二宮奈那子 萩尾圭太 長谷川圭 降籏秀吉 山村俊了 吉野彰敏 李嘉 [ 23 ]                          | 齊藤佳子 齊田博之 髙橋瑞紀 [ 23 ] | 12月20日       |           |           |           |           |           |           |           |           |           |           |           |           |           |           |           |           |           |
| エリスに捨てられたと思ったルーデウスは、ショックで前世のように引き篭もってしまう。 一方のエリスは、今の自分はルーデウスに不釣り合いであること、そしてオルステッドに勝つために修行することをギレーヌに打ち明ける。 魔大陸の酒場にて、ロキシーたちはキシリカに出会い、お金に困っていたキシリカを助けていた。 キシリカはそのお礼にと、魔眼の力でルーデウスたちの無事とゼニスの場所をロキシーに教える。 ゼニスがベガリット大陸の迷宮都市ラパンに居るとわかり、ロキシーたちはそこに向かう。 一方ルーデウスは失意の底に沈んでいたが、ゼニスとの思い出を夢に見たことで、ゼニスを探し出すことを決意し再び歩き出す。 |                            |                                 |                          |                                               | |                                   |                |           |           |           |           |           |           |           |           |           |           |           |           |           |           |           |           |           |
| 番外編 | エリスのゴブリン討伐       | 近藤成一 岡本学 [ 24 ]          | 片岡史旭 重原克也 [ 24 ] | 片岡史旭 徳本善信 羽迫凱 [ 24 ]               | 五十子忍 大東百合恵 勝谷遥 川本由記子 菊池有騎 佐藤好 滝吾郎 二宮奈那子 萩尾圭太 山村俊了 吉野彰敏 李嘉 [ 24 ]                        | 相音光 齊藤佳子 [ 24 ]            | [ 注 1 ]       |           |           |           |           |           |           |           |           |           |           |           |           |           |           |           |           |           |
| ルーデウスがパウロと再開していた頃、エリスはゴブリン討伐を行うために冒険者ギルドに赴いていた。 エリスはギルドにて言い争いになっていた幼い魔術師クリフ・グリモルを見かけ、彼を助ける。 これをきっかけにクリフはエリスとパーティーになろうとし、エリスは渋々それを受け入れ共にゴブリン討伐へと向かう。 しかしクリフは魔術の加減を知らず、ゴブリン討伐の証として必要な耳まで消し炭にしてしまいエリスに呆れられる。 さらに、強い敵を求めて森の奥へ向かった彼らは迷子になってしまう。 幼い少女と護衛の騎士テレーズが暗殺者集団に襲われているのを目撃したエリスは、一瞬にして暗殺者集団を殲滅する。 その姿に惚れたクリフは、街に戻った際エリスに求婚するがエリスはルーデウスを想っていたため断られる。 |                            |                                 |                          |                                               | |                                   |                |           |           |           |           |           |           |           |           |           |           |           |           |           |           |           |           |           |

## 第2期
| 話数 | サブタイトル         | 脚本      | 絵コンテ                   | 演出                         | 作画監督 | 総作画監督        | 初放送日      |           |           |           |           |           |           |           |           |           |           |           |           |           |           |           |           |           |
| 第1クール | 第1クール            | 第1クール | 第1クール                  | 第1クール                    | 第1クール | 第1クール         | 第1クール     | 第1クール | 第1クール | 第1クール | 第1クール | 第1クール | 第1クール | 第1クール | 第1クール | 第1クール | 第1クール | 第1クール | 第1クール | 第1クール | 第1クール | 第1クール | 第1クール | 第1クール |
| 泥沼編 | 泥沼編               | 泥沼編    | 泥沼編                     | 泥沼編                       | 泥沼編 | 泥沼編            | 泥沼編        | 泥沼編    | 泥沼編    | 泥沼編    | 泥沼編    | 泥沼編    | 泥沼編    | 泥沼編    | 泥沼編    | 泥沼編    | 泥沼編    | 泥沼編    | 泥沼編    | 泥沼編    | 泥沼編    | 泥沼編    | 泥沼編    | 泥沼編    |
| --- | -------------------- | --------- | -------------------------- | ---------------------------- | --- | ----------------- | ------------- | --------- | --------- | --------- | --------- | --------- | --------- | --------- | --------- | --------- | --------- | --------- | --------- | --------- | --------- | --------- | --------- | --------- |
| 第零話 | 守護術師フィッツ     | 大野敏哉  | 平野宏樹 幸博コマヲ 平澤真 | 結付秤人                     | 田中彩 勝谷透 二宮奈那子 滝本賢児 彭佩琦 萩尾圭太 哈魯 林夢赟 蓋                                                                                   | 田中彩            | 2023年 7月3日 |           |           |           |           |           |           |           |           |           |           |           |           |           |           |           |           |           |
| 魔力災害に巻き込まれたシルフィエットは、アスラ王宮上空に転移する。 様々な魔術を使うも成す術なく落下した彼女はアスラ王国第二王女アリエル・アネモイ・アスラとその従者ルーク・ノトス・グレイラットに保護される。 アリエルはシルフィエットに、このままでは王宮侵入の罪に咎められるため、名前をフィッツに変え、自身の守護術師になるよう命令する。 月日は経ちシルフィエットは「無言のフィッツ」として貴族の間で名が知られるようになる。 ある日アリエルはシルフィエットを寝室に呼び付け、自身もシルフィエットと同じように魔力災害の日のことを夢にみることを打ち明け、一緒に寝ることとなる。 その夜、アリエルと王位継承権を争っている兄グラーヴェル・ザフィン・アスラより送り込まれた暗殺者がアリエルに襲いかかり、シルフィエットは無事暗殺を阻止する。 身の安全のためラノア魔法大学に留学することとなったアリエルに、シルフィエットは友人として着いて行くことを決める。 |                      |           |                            |                              | |                   |               |           |           |           |           |           |           |           |           |           |           |           |           |           |           |           |           |           |
| 第一話 | 失意の魔術師         | 大野敏哉  | 平野宏樹                   | 宇和野歩                     | 滝本賢児 彭佩琦 二宮奈那子 谷口繁則 齊藤佳子 FEI HUNG 哈魯                                                                                         | 田中彩            | 7月10日       |           |           |           |           |           |           |           |           |           |           |           |           |           |           |           |           |           |
| 失意の底に沈みながらもゼニスの捜索を続けていたルーデウスは、北方大地に向かう馬車の中にて冒険者パーティー「カウンターアロー」のメンバー、サラとスザンヌに出会う。 冒険者ギルドで再び出会ったスザンヌ達は、やけくそになっているルーデウスを見かね、共に依頼を受けることとなる。 サラはルーデウスのことをよく思っておらず、一方のルーデウスはサラの態度にエリスを重ねて見ていた。 依頼は順調に進んでいたかに見えたが、突如泥に身を隠したグリズリーに襲われ窮地に陥る。 一度は生きることを諦めたルーデウスだったが、必死に戦うカウンターアローに心を動かされ、巨大な火の玉を放ち敵を殲滅する。 町に戻ったルーデウスはエリスの髪を燃やし、そしてロキシーのパンツを握りしめ本気で生きるということをもう一度思い出す。 |                      |           |                            |                              | |                   |               |           |           |           |           |           |           |           |           |           |           |           |           |           |           |           |           |           |
| 第二話 | 真夜中の森           | 漆原虹平  | 新井宣圭                   | 新井宣圭                     | 吉野彰敏 菊池有騎 佐藤好 降籏秀吉 林夢赟 哈魯 蓋                                                                                                   | 孫弘志            | 7月17日       |           |           |           |           |           |           |           |           |           |           |           |           |           |           |           |           |           |
| 数か月経ち、ルーデウスは「泥沼」の異名で知られるようになる。 ある日カウンターアローの依頼に同行していたルーデウスは、冒険者パーティー「ステップトリーダー」に鉢合わせし、トラブルになる。 その晩ステップトリーダーのリーダー、ゾルダート・ヘッケラーより謝罪を受けるが、ルーデウスだけは態度が気に入らないと酷く貶される。 翌日、サラとミミルが吹雪に巻き込まれ遭難したとの知らせを受け、ルーデウスは一人捜索に赴く。 ミミルはすでに死亡していたがサラの救出には成功し、サラから好意を寄せられるようになる。 |                      |           |                            |                              | |                   |               |           |           |           |           |           |           |           |           |           |           |           |           |           |           |           |           |           |
| 第三話 | 急接近               | 高山淳史  | 大石美絵                   | 辻紗耶佳                     | 彭佩琦 吉野彰敏 李嘉 谷口繁則 滝本賢児 萩尾圭太 | 田中彩            | 7月24日       |           |           |           |           |           |           |           |           |           |           |           |           |           |           |           |           |           |
| ルーデウスと親しくなったサラは彼をデートに誘う。 その夜二人は一夜を共にしようとするが、ルーデウスは勃起不全を患っており、ショックを受けたサラはその場から立ち去ってしまう。 酒場にて自棄酒を煽るルーデウスのもとにゾルダートが現れる。 以前と同じように悪口を言うゾルダート激昂したルーデウスは彼に殴りかかり、本音をぶちまける。 ゾルダートは胸の内を打ち明けたルーデウスに好感を持ち、勃起不全から立ち直るための助言をする。 ゾルダートと共に娼館へ向かったルーデウスだったが、勃起不全が改善することはなかった。 帰り道、酔った勢いでサラへの暴言を喚き散らしていたのをサラ本人に聞かれてしまい、絶交されてしまう。 ショックを受け自殺を図ろうとするルーデウスに、ゾルダートは共にこの町を離れることを提案する。 ルーデウスはその誘いに乗り、ゾルダートの仲間となる。 |                      |           |                            |                              | |                   |               |           |           |           |           |           |           |           |           |           |           |           |           |           |           |           |           |           |
| 第四話 | 推薦状               | 大野敏哉  | 河野亜矢子                 | 木村佳嗣                     | 大田和寛 | -                 | 7月31日       |           |           |           |           |           |           |           |           |           |           |           |           |           |           |           |           |           |
| ゾルダートと共に旅をするようになって2年が経ち、ルーデウスははぐれ赤竜を倒せるまでに成長していた。 ある日ルーデウスのもとにエリナリーゼが現れ、ゼニスの居場所がわかったこと、そしてパウロとロキシー達が既に救出に向かっているであろうことが伝えられる。 しばらく経ち、ラノア魔法大学の推薦状がルーデウスのもとに届く。 ゼニスの救出を優先したいルーデウスは断ろうとするが、ヒトガミよりラノアに行けば勃起不全が回復すると助言される。 ルーデウスはラノア魔法大学入学を決意し、ゾルダートに別れを告げエリナリーゼとともにラノアへと向かう。 |                      |           |                            |                              | |                   |               |           |           |           |           |           |           |           |           |           |           |           |           |           |           |           |           |           |
| ラノア魔法大学編 |                      |           |                            |                              | |                   |               |           |           |           |           |           |           |           |           |           |           |           |           |           |           |           |           |           |
| 第五話 | ラノア魔法大学       | 漆原虹平  | 神北小毬                   | 神北小毬                     | 勝谷透 萩尾圭太 古川博之 吉野彰敏 佐藤好 哈魯 林夢赟 蓋                                                                                            | 孫弘志            | 8月7日        |           |           |           |           |           |           |           |           |           |           |           |           |           |           |           |           |           |
| ラノア魔法大学に到着したルーデウスは、入学試験としてフィッツとの模擬戦に挑む。 フィッツがシルフィエットだとは気づかないルーデウスはあっさりと勝利し、特別生としての入学を許可される。 初めてのホームルームにてルーデウスはザノバと再会し、同じく特別生のクリフ、リニアーナ・デドルディア、プルセナ・アドルディアと出会う。 教室からの帰り道、フィッツが誤って窓から落としたパンツを拾ったルーデウスは、通りかかった女子生徒たちからパンツ泥棒と勘違いされ糾弾される。 駆けつけたフィッツがルーデウスの誤解を解き、助けられたルーデウスはフィッツを先輩として尊敬することを決める。 |                      |           |                            |                              | |                   |               |           |           |           |           |           |           |           |           |           |           |           |           |           |           |           |           |           |
| 第六話 | 死にたくない         | 高山淳史  | 宇和野歩                   | 宇和野歩                     | 滝本賢児 西田美弥子 山村俊了 Choi So-jeong 水原らくら 林夢赟 徐九 のんの                                                                           | 田中彩            | 8月14日       |           |           |           |           |           |           |           |           |           |           |           |           |           |           |           |           |           |
| ザノバにフィギュア作りを教えることになったルーデウスだったが、ザノバの怪力と魔力不足が災いし思うように作れないでいた。 フィッツはルーデウスに人形作りの奴隷を雇うことを提案し、ザノバを含めた3人で奴隷市場へ向かう。 幼少期に魔術を練習すると無詠唱魔術や膨大な魔力量を身につけられることから子供の奴隷を探しており、商人からは幼いドワーフの少女を勧められる。 深い絶望に沈んでいた少女だったが、ルーデウスの問いかけに「死にたくない」と答えたことでルーデウスたちは少女の購入を決める。 ルーデウスたちは少女をジュリエットと名付け、ジュリエットはザノバの召使と語学の勉強に励むこととなる。 |                      |           |                            |                              | |                   |               |           |           |           |           |           |           |           |           |           |           |           |           |           |           |           |           |           |
| 第七話 | 獣族令嬢拉致監禁事件 | 大野敏哉  | 渋谷亮介                   | 渋谷亮介                     | 山﨑匠馬 世良コータ 二宮奈那子 五十子忍 山村俊了                                                                                                   | -                 | 8月21日       |           |           |           |           |           |           |           |           |           |           |           |           |           |           |           |           |           |
| 1ヶ月ほど経ち、ジュリエットは無詠唱魔術を習得し、言語も少しずつ喋れるようになる。 ある日、ルーデウスがザノバにロキシー人形を見せて欲しいと尋ねると、ロキシー人形は既にリニアーナとプルセナに破壊されていたことを告げられる。 ロキシーが侮辱されたことに激怒したルーデウスはリニアーナとプルセナに戦いを挑み、勝利すると2人を自室に監禁する。 2人への罰を考えあぐねたルーデウスは2人を放置したままフィッツへ相談に行く。 良い考えが思いついたというフィッツと共に部屋に戻ると、2人は失禁し茫然自失していた。 2人はフィッツの考えで顔に落書きされ、ルーデウスに屈服したことを誓う。 |                      |           |                            |                              | |                   |               |           |           |           |           |           |           |           |           |           |           |           |           |           |           |           |           |           |
| 第八話 | 絶望の婚約者         | 漆原虹平  | 伊藤智彦                   | 秋山泰彦                     | 宮城有輝 李嘉 | -                 | 8月28日       |           |           |           |           |           |           |           |           |           |           |           |           |           |           |           |           |           |
| エリナリーゼに一目惚れしたクリフはルーデウスに紹介を頼みこむ。 エリナリーゼは断るつもりでいたが、クリフからのアプローチに惚れ2人は付き合うこととなる。 季節は変わり、発情期を迎えた獣族たちは結婚の主導権を握るための決闘に励んでいた。 リニアーナとプルセナのボスとなったルーデウスのもとにも決闘の申し込みが相次ぎ、フィッツのいる図書館へ逃げ込む。 しばらくして外に出ると、突如現れた魔王バーディガーディによって獣族たちが皆倒されていた。 バーディガーディはルーデウスに決闘を申し込み、ルーデウスは勝利する。 冬になり、バーディガーディは特別生としてラノア魔法大学に入学する。 |                      |           |                            |                              | |                   |               |           |           |           |           |           |           |           |           |           |           |           |           |           |           |           |           |           |
| 第九話 | 白い仮面             | 高山淳史  | 平野宏樹                   | 新谷研人                     | 彭佩琦 勝谷透 滝本賢児 藤井茉由 哈魯 林夢赟 蓋 N iii                                                                                               | 田中彩            | 9月4日        |           |           |           |           |           |           |           |           |           |           |           |           |           |           |           |           |           |
| 転移と召喚の類似性に気づいたルーデウスは、召喚魔法の知識を得るべくフィッツの勧めで特別生のサイレント・セブンスターに会いに行く。 謎に包まれていたサイレントの正体はナナホシであり、さらに前世で死の間際に助けた高校生のうちの一人、七星静香でもあった。 転移者であるというナナホシはルーデウスという同郷との出会いに喜び、日本に帰るために協力することを提案する。 しかしルーデウスはこの提案を拒否し、代わりにナナホシの研究に協力することを約束する。 フィッツを交えた3人の会話の中で、ナナホシは自身が転移事件の原因である可能性が高いと話し、フィッツは激怒する。 帰り道、ルーデウスとフィッツの間には少し気まずい雰囲気が流れていた。 |                      |           |                            |                              | |                   |               |           |           |           |           |           |           |           |           |           |           |           |           |           |           |           |           |           |
| 第十話 | この気持ち           | 大野敏哉  | 平田貴大                   | 平田貴大                     | 山村俊了 大田和寛 萩尾圭太 彭佩琦 滝本賢児 川本由記子 哈魯 林夢赟 蓋 唐军跃 魏丽娟 李鑫源                                                          | 孫弘志            | 9月11日       |           |           |           |           |           |           |           |           |           |           |           |           |           |           |           |           |           |
| 授業やナナホシの実験の手伝いなどで忙しく過ごしていたルーデウスは、フィッツの居る図書館に行く機会が減っていた。 ある日ゾルダートがラノアを訪れ、ルーデウスとの久しぶりの再会に喜ぶ。 その帰り、商店街にてフィッツとルークに出会うが、素っ気ない対応をされショックを受ける。 心を落ち着かせるため図書館を訪れると、再びフィッツに出会い先程とは打って変わった対応を受ける。 町で出会ったフィッツはアリエルの変装だとルーデウスは察し、さらに自身がフィッツに恋していることに気づく。 数日後、図書館にて誤ってフィッツがルーデウスの上に倒れ込んだことでルーデウスはフィッツが女であることに気づき、勃起不全もわずかながら回復の兆しを見せる。 |                      |           |                            |                              | |                   |               |           |           |           |           |           |           |           |           |           |           |           |           |           |           |           |           |           |
| 第十一話 | あなたへ             | 高山淳史  | 神北小毬                   | 辻紗耶佳                     | 彭佩琦 五十子忍 吉野彰敏 滝本賢児 山村俊了 哈魯 葉瀚文 林夢赟                                                                                      | 田中彩            | 9月18日       |           |           |           |           |           |           |           |           |           |           |           |           |           |           |           |           |           |
| 半年以上進展のないルーデウスとフィッツに痺れを切らしたアリエルは、ルーデウスにシルフィエットを思い出させるための計画を立案する。 アリエルの計画に則り、フィッツはルーデウスとともに雹の森へ向かう。 森に着いたフィッツは密かに魔術で雨を降らし、雨宿りのため洞窟へ入る。 ルーデウスは雨に濡れたフィッツの服を脱がし、サングラスを外すとフィッツの正体がシルフィエットであることに気づく。 シルフィエットは涙し、ルーデウスに恋していることを告白する。 |                      |           |                            |                              | |                   |               |           |           |           |           |           |           |           |           |           |           |           |           |           |           |           |           |           |
| 第十二話 | 伝えたい             | 大野敏哉  | 渋谷亮介                   | 木村佳嗣 高津戸友明          | 世良コータ 李嘉 山﨑匠馬 山村俊了 宮城有輝 藤井茉由 勝谷遥 萩尾圭太 らいす 哈魯 葉瀚文 林夢赟 N iii TangJunYue WeiLiJuan                           | 孫弘志            | 9月25日       |           |           |           |           |           |           |           |           |           |           |           |           |           |           |           |           |           |
| シルフィエットに自身の想いを伝えるルーデウスだったが、勃起不全は未だ完治しておらず一夜を共にすることは出来なかった。 2人は町に戻り、翌朝シルフィエットはアリエルとルークに事の顛末を話す。 ルークはルーデウスが病を抱えていることに激しく同情し、自身が所持していた媚薬をシルフィエットに授ける。 その晩シルフィエットはルーデウスの部屋に赴き、媚薬を飲んだ2人は無事に性交することに成功する。 翌日ルーデウスはアリエル達の元へ行き、シルフィエットと結婚する考えであることを宣言する。 アリエルはシルフィエットを護衛の任務から解き、2人は結婚することとなる。 |                      |           |                            |                              | |                   |               |           |           |           |           |           |           |           |           |           |           |           |           |           |           |           |           |           |
| 第2クール |                      |           |                            |                              | |                   |               |           |           |           |           |           |           |           |           |           |           |           |           |           |           |           |           |           |
| 新婚編 |                      |           |                            |                              | |                   |               |           |           |           |           |           |           |           |           |           |           |           |           |           |           |           |           |           |
| 第十三話 | 夢のマイホーム       | 漆原虹平  | 宇和野歩                   | 水園敬史                     | 山村俊了 滝本賢児 勝谷遥 泉坂つかさ Choi So-jeong RocciaNobili 楊鋭 陳婷婷 林夢赟 蓋                                                               | 五十子忍          | 2024年 4月8日 |           |           |           |           |           |           |           |           |           |           |           |           |           |           |           |           |           |
| この世界では結婚の前に男性が住む家を用意するという習わしを知ったルーデウスは、不動産屋にて大きいながらも安い物件を見つける。 その物件は人を殺す悪霊が出るというもので、ルーデウスはクリフ、ザノバを連れ悪霊退治に繰り出す。その悪霊の正体は侵入者を撃退する機能を持つ自動人形であった。 ルーデウスたちは自動人形の捕獲に成功し、ザノバの説得により自動人形の研究をザノバが行うこととなる。 ルーデウスはリフォームした家をシルフィにプレゼントし、新居にて改めて結婚を誓う。 |                      |           |                            |                              | |                   |               |           |           |           |           |           |           |           |           |           |           |           |           |           |           |           |           |           |
| 第十四話 | 披露宴               | 高山淳史  | 伊藤智彦                   | 神戸唯                       | 大田和寛 嶋田聡史 滝本賢児 富坂真帆 らいす 萩尾圭太 彭佩琦                                                                                         | 孫弘志            | 4月15日       |           |           |           |           |           |           |           |           |           |           |           |           |           |           |           |           |           |
| ルーデウスとシルフィは披露宴を開き、クラスメイトの特別生やアリエル一行を招待する。 披露宴の最中、エリナリーゼがシルフィの祖母であったことが判明する。 ルーデウスはクリフがエリナリーゼに愛想をつかすのではないかと心配したが、むしろクリフはエリナリーゼの呪いを解くという決意を新たにしていた。 シルフィとエリナリーゼが話し込んでいるころ、帰路に就こうとしていたアリエルはルディを呼び止め、ルークと決闘してほしいと頼む。 あっさりとルークに勝利したルーデウスに、アリエルはシルフィを幸せにすること、そしてシルフィが自分たちに付いてこないようにすることを約束させる。 すべての客が帰り、シルフィは髪を伸ばそうと思っていることをルーデウスに打ち明ける。 |                      |           |                            |                              | |                   |               |           |           |           |           |           |           |           |           |           |           |           |           |           |           |           |           |           |
| 第十五話 | 遥か                 | 大野敏哉  | 笹木信作                   | 高津戸友明                   | 滝本賢児 勝谷遥 らいす 金到暎 林夢赟 蓋 楊鋭 王世林 陳婷婷 何振偉 何映潭                                                                           | 孫弘志            | 4月22日       |           |           |           |           |           |           |           |           |           |           |           |           |           |           |           |           |           |
| パウロより、これからベガリット大陸に向かうこと、そしてノルンとアイシャをある人物に預けルーデウスの元に送ったことを伝える手紙が届く。 ノルンとアイシャの同居にシルフィも了承し、将来的にパウロやゼニスたちと暮らす未来を思い描き、ルーデウスは感慨にふける。 数日後、ルーデウスはナナホシに呼び出され、2年間の集大成となる魔法陣の実験を行う。 しかし実験は失敗に終わり、日本に帰れないことを察したナナホシは発狂し、倒れこむ。 ナナホシを一人にするのは危険だと判断したルーデウスは、ザノバの助けを借りてナナホシを自宅へ運び、世話をすることとなる。 翌日ナナホシは目覚めたものの、心を閉ざしてしまい、会話もままならなくなる。 ルーデウスはザノバやクリフたちをナナホシの研究室に集め、ナナホシの代わりに研究を進めることにする。 クリフの魔道具に関する知識や、ザノバが自動人形で得た経験をもとに、魔法陣を多重構造にするアイデアを推し進める。 製作途中の魔法陣をナナホシに見せると、ナナホシはみるみる生気を取り戻していき、魔法陣の研究を再開する。 数日後に完成した魔法陣は無事ペットボトルを召喚し、帰還の糸口をつかんだナナホシは歓喜する。 その晩、ナナホシの奢りで飲み会が開かれ、ナナホシは「ツバサ」を熱唱する。 飲み会から帰ると、自宅の玄関にてノルン、アイシャ、そしてルイジェルドが待っていた。 |                      |           |                            |                              | |                   |               |           |           |           |           |           |           |           |           |           |           |           |           |           |           |           |           |           |
| 第十六話 | ノルンとアイシャ     | 漆原虹平  | 伊藤智彦                   | 辻紗耶佳                     | 勝谷遥 金到暎 佐藤悠己 杉薗真希 世良コータ 萩尾圭太 宮城有輝 RocciaNobili 林夢赟 蓋                                                                | 世良コータ        | 4月29日       |           |           |           |           |           |           |           |           |           |           |           |           |           |           |           |           |           |
| ノルンとアイシャを先に休ませ、ルーデウスは久しぶりにルイジェルドと会話する。 エリスとの別離を聞いたルイジェルドは、ルーデウスがエリスの想いを勘違いしている可能性を指摘する。 翌朝、ルイジェルドはノルンとアイシャを残してルーデウスの元を発つ。 パウロからの助言をもとに、ルーデウスは二人に魔法大学の試験を受けさせる。 試験を満点でクリアしたアイシャはかねてからの希望通りルーデウスのメイドとなり、まずまずの結果で突破したノルンは魔法大学に入学すると同時に寮生活を始める。 入学から一月経ち、ノルンは思うように友人を作れず孤立していた。 そのことを気に病んでいたルーデウスを励まそうと、リニアとプルセナは下級生から奪ったパンツをルーデウスにプレゼントする。 アリエルの助けもありさほど大きな問題とならずに解決するが、一方のノルンは不登校になってしまっていた。 |                      |           |                            |                              | |                   |               |           |           |           |           |           |           |           |           |           |           |           |           |           |           |           |           |           |
| 第十七話 | 兄貴の気持ち         | 谷内直人  | 伊藤智彦                   | 神戸唯                       | 山村俊了 らいす 勝谷遥 川本由記子 降籏秀吉 林夢赟 蓋                                                                                               | 世良コータ        | 5月6日        |           |           |           |           |           |           |           |           |           |           |           |           |           |           |           |           |           |
| ノルンが不登校になったことを知ったルーデウスは激昂し、授業中でありながらノルンの教室に押し掛ける。 クラスメイトの話を聞く中で、ノルンの不登校の原因がいじめではなく、兄である自身と比較され続けたことだと知ったルーデウスはひどく落ち込む。 リニアたちの協力のもと、ノルンの部屋に侵入するルーデウスだったが、掛ける言葉を見つけられない。 ルーデウスは前世で引きこもったばかりのころを思い出し、必死に引きこもりを脱させようとしていた自身の兄の気持ちに共感する。 一方のノルンも今まで拒絶し続けていたルーデウスにどう関わればいいのか分からず悩んでいた。 ルイジェルドやパウロの助言を思い出し、なんとか言葉を絞り出そうとしたその時、ルーデウスから「俺は居なくならない」と伝えられる。 焦燥したルーデウスの顔をかつてのパウロに重ねたノルンは、ルーデウスに心を開き、和解する。 翌日からノルンは再び登校できるようになった。ルーデウスは、ナナホシが日本に帰る際、自身の兄へ謝罪と感謝を伝えるための伝言を託そうと誓う。 |                      |           |                            |                              | |                   |               |           |           |           |           |           |           |           |           |           |           |           |           |           |           |           |           |           |
| 第十八話 | ターニングポイント3  | 大野敏哉  | 伊藤智彦                   | 辻紗耶佳                     | 嶋田聡史 菊池一真 萩尾圭太 杉薗真希 林夢赟 蓋 陳婷婷 王世林 謝佳佳                                                                                 | 五十子忍          | 5月13日       |           |           |           |           |           |           |           |           |           |           |           |           |           |           |           |           |           |
| 順調な日々を過ごしていたある日、ルーデウスはシルフィより子供を授かったことを告げられる。 幸せを噛み締めるルーデウスだったが、直後ギースより「ゼニス救出困難・救援求む」という手紙が届く。 シルフィたちと両親、どちらを優先するか迷うルーデウスに、ヒトガミはそのままシルフィの元に留まるよう助言する。 一度旅立てば最低でも2年は家を空けることになるため、ルーデウスは葛藤する。 そんなある日、ノルンが一人でベガリット大陸に向かおうとしているところに鉢合わせる。 ノルンは、パウロ達を助ける力がありながらも実行しないルーデウスを泣きながら責め、ルーデウスはパウロ達の元に向かうことを決心する。 |                      |           |                            |                              | |                   |               |           |           |           |           |           |           |           |           |           |           |           |           |           |           |           |           |           |
| 転移迷宮編 |                      |           |                            |                              | |                   |               |           |           |           |           |           |           |           |           |           |           |           |           |           |           |           |           |           |
| 第十九話 | 砂漠の旅             | 漆原虹平  | 高津戸友明                 | 高津戸友明                   | らいす 滝本賢児 宮城有輝 北島勇樹 清水博幸 佐藤悠己 降籏秀吉 奥野倫史 本谷愛 世良コータ 反田誠二 嶋田聡史 何振偉 李玲 蓋 杭州神在動画              | 孫弘志            | 5月27日       |           |           |           |           |           |           |           |           |           |           |           |           |           |           |           |           |           |
| ルーデウスの旅にエリナリーゼも同行することとなり、またナナホシの転移魔法陣の情報により旅程を大幅に短くすることが出来た。 ルーデウスはシルフィをノルンとアイシャに託し、クリフは旅が終わったらエリナリーゼと結婚することを誓う。 目的地から一月程のところまで転移魔法陣でテレポートし、残りを徒歩で進むルーデウスたち。 順調に歩みを進め、無事迷宮都市ラパンにたどり着く。 |                      |           |                            |                              | |                   |               |           |           |           |           |           |           |           |           |           |           |           |           |           |           |           |           |           |
| 第二十話 | 迷宮入り             | 高山淳史  | 宇和野歩                   | 長島広季 欠真間雅美          | 山村俊了 勝谷遥 滝本賢児 清水博幸 萩尾圭太 扇妙子 川本由記子 降籏秀吉 杉薗真希 世良コータ 蓋                                                       | 世良コータ        | 6月3日        |           |           |           |           |           |           |           |           |           |           |           |           |           |           |           |           |           |
| ラパンにてパウロ達と再会したルーデウスは、転移の迷宮に囚われたゼニスの救出が思うように進んでいないこと、そして探索に参加したロキシーもまた迷宮に囚われたことを知る。 ルーデウスが魔法大学より持参した転移迷宮の探索記は実際の探索においても有効であることがわかり、翌日、本の情報をもとに迷宮探索を再開する。 順調に歩みを進め第三階層にたどり着いたとき、突如ルーデウスはロキシーの気配を察知し、居場所を突き止める。 |                      |           |                            |                              | |                   |               |           |           |           |           |           |           |           |           |           |           |           |           |           |           |           |           |           |
| 第二十一話 | 第六階層の魔法陣     | 高山淳史  | 西森章 藤井康晶            | 辻紗耶佳 渋谷亮介            | 勝谷遥 降籏秀吉 山村俊了 滝本賢児 らいす 萩尾圭太 泉坂つかさ 宮城有輝 佐藤悠己 杉薗真希 川本由記子 蓋 杭州神在動画                                 | 世良コータ 孫弘志 | 6月10日       |           |           |           |           |           |           |           |           |           |           |           |           |           |           |           |           |           |
| ロキシーの救出に成功した一行は、一旦ラパンに引き返すこととなる。 翌日にはロキシーの体調も回復し、3日後の再潜入に向けて準備を進める。 ロキシーはルーデウスと迷宮の研究や買い出しをともに行う中で、すっかり大人びたルーデウスに少しずつ惹かれてゆく。 迷宮探索を再開した一行は順調に第六階層まで踏破し、最終階層へ続く魔法陣を発見する。 魔法陣は複数あり、探索記にはどれが正解なのかは記されておらず、一行は調査を始める。 その中でルーデウスが、部屋の構造が転移の遺跡に酷似していること、そして部屋の中心にあるはずの階段がないことに気付く。 ギースの助けを得て床下に隠された階段を発見し、一行は最終階層に向かう転移魔法陣に辿り着く。 |                      |           |                            |                              | |                   |               |           |           |           |           |           |           |           |           |           |           |           |           |           |           |           |           |           |
| 第二十二話 | 親                   | 漆原虹平  | 白井宏旨                   | 邱家和 秋山泰彦              | 大田和寛 泉坂つかさ 世良コータ 嶋田聡史 | 五十子忍          | 6月17日       |           |           |           |           |           |           |           |           |           |           |           |           |           |           |           |           |           |
| 最終階層には巨大なヒュドラが待ち構えており、その奥の魔力結晶にはゼニスが閉じ込められていた。 ゼニスの姿を捉えたパウロは我を失ってヒュドラに突撃し、ルーデウスとロキシーは攻撃魔法でパウロを援護する。 しかしヒュドラの鱗は魔法を弾き返し、さらにパウロが切り落とした首もたちまち回復することも判明し、一行は一時撤退を強いられる。 ルーデウスはヘラクレスの伝説をもとに、ヒュドラの首を切り落とし、その傷口を魔法で焼く作戦を提案する。 一行はこの計画を受け入れ、パウロはメンバーに感謝を伝え、ルーデウスには「死んでも母さんを助けろ」と告げる。 再び最終階層へ転移した一行は死闘の末ヒュドラの討伐、およびゼニスの回収に成功するが、ルーデウスは左手を失い、さらにパウロはルーデウスを庇って死んでしまう。 パウロの遺体を火葬し、一行は失意のままラパンへと戻る。 4日後、昏睡状態から目覚めたゼニスは心神喪失状態となっていた。 |                      |           |                            |                              | |                   |               |           |           |           |           |           |           |           |           |           |           |           |           |           |           |           |           |           |
| 第二十三話 | 帰ろう               | 漆原虹平  | 春水融                     | 折木常悟朗                   | 泉坂つかさ 嶋田聡史 楊鋭 鄭敏熙 陳婷婷 蔡孟書 日堯 豪D 劉玟萱 李育蓁 吳亭頣 曽品喬                                                                 | 孫弘志            | 6月24日       |           |           |           |           |           |           |           |           |           |           |           |           |           |           |           |           |           |
| パウロを失ったルーデウスは失意の中、生前も両親をきちんと愛していなかったことを思い出し、自身を愛してくれたパウロを親として見れていなかったことを悔やむ。 部屋に引きこもりやつれたルーデウスの元にロキシーが訪れ、体を許し、慰める。 翌朝、ルーデウスはリーリャと話し、シャリーアに帰る決心をする。帰路の途中、ルーデウスは自分がロキシーに恋をしてしまったことを自覚する。 再び転移魔法陣を使い、間もなくシャリーアに着くという時、ルーデウスはエリナリーゼにロキシーを娶ることを勧められる。 二人の妻とともに幸せな暮らしをしていたパウロを思い出し、ルーデウスはロキシーを二人目の妻をして迎える決意をする。 |                      |           |                            |                              | |                   |               |           |           |           |           |           |           |           |           |           |           |           |           |           |           |           |           |           |
| 第二十四話 | 嗣ぐ                 | 谷内直人  | 大石美絵                   | 高津戸友明 長島広季 渋谷亮介 | 山村俊了 勝谷遥 滝本賢児 らいす 扇妙子 降籏秀吉 古川良太 泉坂つかさ 孫弘志 杉薗真希 萩尾圭太 世良コータ 鄭敏熙 陳婷婷 章笔人 蓋 周俊杰 王瑞浩 叶昌 | 世良コータ 孫弘志 | 7月1日        |           |           |           |           |           |           |           |           |           |           |           |           |           |           |           |           |           |
| 無事に帰宅したルーデウスは旅の顛末を家族に報告する。 パウロの死に取り乱すノルンだったが、ルーデウスたちも死力を尽くしたことを理解し、涙する。 ノルンはパウロの大剣を受け取り、ルーデウスから剣術を学ぶことを決める。 ギースたちと別れたルーデウスは、シルフィたちにロキシーを妻として迎えたいと打ち明ける。 ノルンは激怒し、ロキシーはその場を去ろうとするが、シルフィはロキシーを引き止め、家に迎えることを認める。 数か月後、無事にシルフィは出産し、「ルーシー・グレイラット」と名付けられる。 ルーデウスはパウロの墓前で今までのことを報告し、本気で生きていく決意を再び固める。 |                      |           |                            |                              | |                   |               |           |           |           |           |           |           |           |           |           |           |           |           |           |           |           |           |           |